# Kanton Seignanx
Seignanx is een kanton van het Franse departement Landes. Het kanton maakt deel uit van het arrondissement Dax. Het werd opgericht bij decreet van 18 februari 2014 en is effectief na de departementale verkiezingen op 22 maart 2015. Het vervangt het kanton Saint-Martin-de-Seignanx met dezelfde gemeenten. Het is 149,77 km² groot en telt (2013) 25.751 inwoners.

## Gemeenten
Het kanton Seignanx omvat de volgende gemeenten:
- Biarrotte
- Biaudos
- Ondres
- Saint-André-de-Seignanx
- Saint-Barthélemy
- Saint-Laurent-de-Gosse
- Saint-Martin-de-Seignanx (hoofdplaats)
- Tarnos